# Wang Na
Wang Na –en chino, 王娜– (Langzhong, 27 de enero de 1984) es una deportista china que compitió en natación sincronizada.
Participó en dos Juegos Olímpicos de Verano en los años 2004 y 2008, obteniendo una medalla de bronce en Pekín 2008 en la prueba por equipos. Ganó tres medallas en el Campeonato Mundial de Natación de 2009.

## Palmarés internacional
| Juegos Olímpicos   | Juegos Olímpicos | Juegos Olímpicos  | Juegos Olímpicos  |
| Año                | Lugar            | Medalla           | Prueba            |
| ------------------ | ---------------- | ----------------- | ----------------- |
| 2008               | Pekín (China)    | Medalla de bronce | Equipo            |
| Campeonato Mundial |                  |                   |                   |
| Año                | Lugar            | Medalla           | Prueba            |
| 2009               | Roma (Italia)    | Medalla de plata  | Combinación libre |
| 2009               | Roma (Italia)    | Medalla de bronce | Equipo técnico    |
| 2009               | Roma (Italia)    | Medalla de bronce | Equipo libre      |